# Unciaal 093
Unciaal 093 (Gregory-Aland), is een van de Bijbelse handschriften in de Griekse taal. Het dateert uit de 6e eeuw en is geschreven met uncialen op perkament. Het handschrift is afkomstig uit de genizah van Caïro.

## Beschrijving
Het bevat de tekst van Handelingen (24:22-25:5) en 1 Petrus (2:22-24; 3:1,3-7). De gehele codex bestaat uit 2 bladen (25 × 18 cm) en werd geschreven in twee kolommen per pagina, 24 regels per pagina.
Het is een palimpsest, de bovenste tekst is in het Hebreeuws.
De codex is een representant van het Byzantijnse tekst-type in Handelingen, Kurt Aland plaatste de codex in Categorie V. Het is een representant van het Alexandrijnse tekst-type in 1 Petrus, Kurt Aland plaatste de codex in Categorie II.

## Geschiedenis
Het handschrift bevindt zich in de Cambridge University Library (Taylor-Schechter Coll. 12,189), in Cambridge.